# Рудня (Волгоградська область)
Рудня — селище міського типу (робітниче селище) на північному заході Волгоградської області Росії, адміністративний центр Руднянського району Волгоградської області.

## Географія
Селище знаходиться у степовій місцевості, переважно в межах Хоперсько-Бузулуцької рівнини, що є південним закінченням Оксько-Донської низовини, на річці Терса. Більша частина селища розташована на лівому березі Терси, трохи нижче гирла річки Щелкан. Рельєф місцевості рівнинний. Правобережна частина селища розташована на крайніх північних відрогах височини Медведицькі яри, рельєф ускладнений ярами і балками. На північний схід від основної частини селища розташоване озеро Валиково. Висота центру населеного пункту — близько 105 метрів над рівнем моря. Основна частина селища оточена заплавними лісами і штучними лісонасадженнями. Ґрунти — чорноземи південні, а також — заплавні нейтральні і слабокислі
Відстань до обласного центру — 347 км. Автомобільними дорогами Рудня пов'язана з робочими селищами Даниловка (66 км), Єлань (68 км) та містом Жирновськ (31 км). Автомобільними дорогами відстань до обласного центру складає 310 км.
Клімат
Клімат помірний континентальний (згідно класифікації кліматів Кеппена — Dfb). Багаторічна норма опадів — 432 мм. Найбільша кількість опадів випадає в липні — 50 мм, найменше у березні — 22 мм. Середньорічна температура позитивна і становить + 6,3 °С, середня температура найхолоднішого місяця (січня) становить -10,1 °С, найспекотнішого місяця (липня) +21,9 °С.
Часовий пояс
| Рудня, як і вся Волгоградська область, знаходиться в часовій зоні МСК+1 (Самарський час). Зміщення часу відносно UTC становить +4:00. |

## Історія
Спочатку населений пункт мав назву слобода Успенська. Імовірно заснована в кінці XVII століття (згідно з інформацією, розміщеною на офіційному сайті Руднянського міського поселення — в 1699 році). У 1701 році побудована перша церква.
Сучасну назву слобода отримала в середині XVIII століття, за фактом видобутку та переробки залізної руди, знайденої в цьому регіоні (у 1761 році в слободі вже існував залізний завод).
В Історико-географічному словнику Саратовської губернії, складеному у 1898—1902 роках, значиться як волосне село і слобода Руднянської волості Камишинського повіту Саратовської губернії.
Село населяли українські селяни, православні та старообрядці. Селяни складали два суспільства: одне складалось з колишні кріпосних селян князів Четвертинських, друге — колишні державні селяни. Земельний наділ державних селян становив 6207 десятин, в тому числі зручної землі — 4942 десятини, колишні кріпосні селяни — 183 десятини.
У 1861 році відкрито волосне правління. У селі були: з 1867 року — земський медичний лікар, з 1888 року — земський ветеринарний лікар. У 1877 році відкрита поштово-телеграфна контора, в 1881 році — земська лікарня. У 1881 році відкрито двохкласне земське училище, в 1886 році — церковно-приходську школу, в 1894 році — жіночу сільську школу, а у 1883 році — товариську російсько-німецьку школу.
Із 1928 року Рудня Камишинська — адміністративний центр Руднянського району Камишинського округу (округ ліквідований у 1930 році) Нижньо-Волзького краю (з 1935 року — Сталінградського краю, з 1936 року — Сталінградської області, з 1961 року — Волгоградської області).
15 липня 1959 року Рішенням виконкому Сталінградської облради № 16/36 § 11 село Рудня Камишинська було перетворено в робітниче селище об'єднанням сіл Руська Бундевка, Рудня Камишинська і селища Щелкан. Згодом Постановою Волгоградської обласної Думи № 8/75 від 26 травня 1994року Руська Бундевка знову відокремелась в окреме село.

## Населення
Населення — 6568 осіб (2017).
Динаміка чисельності населення
| 1860 | 1886 | 1894 | 1897 | 1911 | 1939 | 1959 | 1970 | 1979 | 1989 | 2002 | 2009 | 2010 | 2012 | 2013 | 2014 | 2015 | 2016 | 2017 |
| ---- | ---- | ---- | ---- | ---- | ---- | ---- | ---- | ---- | ---- | ---- | ---- | ---- | ---- | ---- | ---- | ---- | ---- | ---- |
| 2698 | 4091 | 4428 | 6410 | 5136 | 6280 | 7962 | 7807 | 8800 | 9062 | 8044 | 7473 | 7387 | 7318 | 7189 | 7007 | 6841 | 6717 | 6568 |

Національний склад
За даними перепису населення 1939 року: росіяни — 53,7 % або 3371 осіб, українці — 44,3 % або 2779 осіб.

## Економіка
- ТОВ «Руднянське ХПП»
- ТОВ «Руднянський солодовий завод»
- ВАТ «Руднянський елеватор»

## Пам'ятки
- Заказник півоній.

## Відомі мешканці
- Рагузов Василь Якович — комсомолець, студент Львівського політехнічного інституту, який загинув під час бурану в Казахстані, коли освоював цілинні землі. В центрі селища був закладений парк на його честь і встановлений пам'ятник[14].